# Sjevernoatlantski ugovor
Sjevernoatlantski ugovor ili Washingtonski ugovor je međunarodni ugovor kojim je osnovana Organizacija Sjevernoatlantskog ugovora (NATO). Ugovor je potpisan 4. travnja 1949. godine u Washingtonu, SAD, između dvanaest država:
| - Belgija - Kanada - Danska - Francuska - Island - Italija | - Luksemburg - Nizozemska - Norveška - Portugal - Ujedinjeno Kraljevstvo - SAD |

Ugovoru su naknadno pristupile još šesnaest država:
| - Grčka (1952.) - Turska (1952.) - Njemačka (1955.) - Španjolska (1982.) - Češka (1999.) - Poljska(1999.) - Mađarska (1999.) - Bugarska (2004.) | - Estonija (2004.) - Latvija (2004.) - Litva (2004.) - Rumunjska (2004.) - Slovačka (2004.) - Slovenija (2004.) - Hrvatska (2009.) - Albanija (2009.) - Crna Gora (2017.) |

Izvorni tekst Ugovora izmijenjen je samo jedanput od osnutka Organizacije Sjevernoatlantskog ugovora, sklapanjem Protokola uz Sjevernoatlantski ugovor o pristupanju Grčke i Turske, u Londonu, 17. listopada 1951. godine. Taj je Protokol stupio na snagu 15. veljače 1952. godine i od tada je članak 6. izvornog teksta Sjevernoatlantskog ugovora preinačen na način kako je utvrđeno tim Protokolom.
Osim Protokola uz Sjevernoatlantski ugovor o pristupanju Grčke i Turske,  a radi pristupanja novih država, sklopljeno je još ukupno 14 protokola uz Sjevernoatlantski ugovor, čijim su stupanjem na snagu stvorene pretpostavke da države na koje su se ti protokoli odnosili pristupe Sjevernoatlantskom ugovoru te da se time proširi teritorijalni domašaj članka 5. Sjevernoatlantskog ugovora i na odnosne države. 
Depozitar Sjevernoatlantskog ugovora je Vlada SAD-a.

## Poveznice
|  | Wikizvor ima izvorni tekst Sjevernoatlantski ugovor |